# غودفري كامبريدغ
غودفري كامبريدغ (بالإنجليزية: Godfrey Cambridge)‏ هو ممثل أمريكي، ولد في 26 فبراير 1933 في نيويورك في الولايات المتحدة، وتوفي في 29 نوفمبر 1976 في بربانك في الولايات المتحدة بسبب نوبة قلبية.

## ترشيحات
- جائزة توني لأفضل ممثل في مسرحية [الإنجليزية]‏ (1962)

## وصلات خارجية
- غودفري كامبريدغ على موقع IMDb (الإنجليزية)
- غودفري كامبريدغ على موقع ألو سيني (الفرنسية)
- غودفري كامبريدغ على موقع ميوزك برينز (الإنجليزية)
- غودفري كامبريدغ على موقع قاعدة بيانات برودواي على الإنترنت (الإنجليزية)
- غودفري كامبريدغ على موقع قاعدة بيانات برودواي على الإنترنت (الإنجليزية)
- غودفري كامبريدغ على موقع إن إن دي بي (الإنجليزية)
- غودفري كامبريدغ على موقع قاعدة بيانات الفيلم (الإنجليزية)